# Episodi di Grani di pepe (diciottesima stagione)
La diciottesima stagione della serie televisiva Grani di pepe è stata resa disponibile in Germania sulla mediateca di ARD il 15 gennaio 2022 e trasmessa successivamente in prima visione dal 15 gennaio al 2 aprile 2022 sul canale televisivo Das Erste.
| N° | Titolo originale           | Titolo italiano            | Prima TV Germania | Prima TV Italia |
| -- | -------------------------- | -------------------------- | ----------------- | --------------- |
| 1  | Stolpersteine              | Pietre d'inciampo          | 15 gennaio 2022   | 20 marzo 2025   |
| 2  | Der 5-Millionen-Coup       | Colpo grosso               | 15 gennaio 2022   | 21 marzo 2025   |
| 3  | Ein neues Hauptquartier    | Un nuovo quartier generale | 29 gennaio 2022   | 24 marzo 2025   |
| 4  | Bienenmord                 | Apicidio                   | 29 gennaio 2022   | 25 marzo 2025   |
| 5  | Miesenummer                | Una banda di vigliacchi    | 12 febbraio 2022  | 26 marzo 2025   |
| 6  | Helden lügen nicht         | Gli eroi non mentono       | 12 febbraio 2022  | 27 marzo 2025   |
| 7  | Der Pralinenraub           | Furto di cioccolatini      | 19 febbraio 2022  | 28 marzo 2025   |
| 8  | Sven unter Verdacht        | Sospetti su Sven           | 19 febbraio 2022  | 31 marzo 2025   |
| 9  | Die tollste Tante der Welt | Una zia preziosa           | 19 marzo 2022     | 1° aprile 2025  |
| 10 | Der Schutzengel            | Angelo custode             | 19 marzo 2022     | 2 aprile 2025   |
| 11 | Vertauscht                 | Lo scambio                 | 26 marzo 2022     | 3 aprile 2025   |
| 12 | Winterquartier             | Rifugio per l'inverno      | 2 aprile 2022     | 4 aprile 2025   |
| 13 | Die Paketagentin           | La truffa dei pacchi       | 2 aprile 2022     | 7 aprile 2025   |

## Pietre d'inciampo
- Scritto da: Andrea Katzenberger
- Diretto da: Andrea Katzenberger

## Colpo grosso
- Scritto da: Andrea Katzenberger
- Diretto da: Andrea Katzenberger

## Un nuovo quartier generale
- Scritto da: Anja Jabs
- Diretto da: Daniel Drechsel-Grau

## Apicidio
- Scritto da: Anja Jabs
- Diretto da: Daniel Drechsel-Grau

## Una banda di vigliacchi
- Scritto da: Anja Jabs
- Diretto da: Daniel Drechsel-Grau

## Gli eroi non mentono
- Scritto da: Anja Jabs
- Diretto da: Daniel Drechsel-Grau

## Furto di cioccolatini
- Scritto da: Anja Jabs
- Diretto da: Daniel Drechsel-Grau

## Sospetti su Sven
- Scritto da: Thomas Möller, Sebastian Grusnick
- Diretto da: Lydia Bruna

## Una zia preziosa
- Scritto da: Thomas Möller, Sebastian Grusnick
- Diretto da: Daniel Drechsel-Grau

## Angelo custode
- Scritto da: Silja Clemens
- Diretto da: Lydia Bruna

## Lo scambio
- Scritto da: Silja Clemens
- Diretto da: Daniel Drechsel-Grau

## Rifugio per l'inverno
- Scritto da: Catharina Junk
- Diretto da: Lydia Bruna

## La truffa dei pacchi
- Scritto da: Catharina Junk
- Diretto da: Lydia Bruna